# Guibourtia schliebenii
Guibourtia schliebenii är en ärtväxtart som först beskrevs av Hermann August Theodor Harms, och fick sitt nu gällande namn av J.Leonard. Guibourtia schliebenii ingår i släktet Guibourtia och familjen ärtväxter. IUCN kategoriserar arten globalt som sårbar. Inga underarter finns listade i Catalogue of Life.